# التقاطع الرحمي البوقي
'التقاطع الرحمي البوقي' uterotubal junction هو الوصلة بين تجويف بطانة الرحم وقناة فالوب(قناة الرحم) عند الجزء القريب من من فتحة الأنبوب وبداية الجزء المغموس من قناة فالوب في بطانة الرحم.خلويا، تتغير الخلايا المبطنة لجدار الرحم إلى خلايا مهدبة تبطن قناتى فالوب.

## الوظيفة
من الضروري أن يظل التقاطع مفتوحا من أجل الإنجاب . ويمكن أن ينغلق التقاطع عن طريق العدوى salpingitis أو التدخل الجراحي. وقد أشارت دراسات أجريت على الفئران أن المرور الاختياري (الفلترة) للحيوانات المنوية قد تحدث عند هذا التقاطع، وعند التعرف على الحيوانات المنوية ذات الشكل المورفولوجى الغير طبيعى وتصنيفها على أساس معايير اختيارية محددة ومن ثم السماح للحيوان المنوى الطبيعى بالمرور ناحية البويضة . وويعتبر أيضا غياب بروتين الكالمجين calmegin عاملاً مؤثراً في مرور الحيوانات المنوية .

## أخرى
يمكن رؤية التقاطع الرحمي البوقي عن طريق منظار الرحم hysteroscopy. هذا وقد تم تطوير وسائل منع الحمل ليتم غلق التقاطع الرحمي البوقي.